# Vallée Anzasca
La vallée Anzasca est une des sept vallées latérales principales du val d'Ossola. Près de la localité de Piedimulera s’élèvent les contreforts de plus en plus escarpés de la face est du massif du mont Rose.

## Géographie

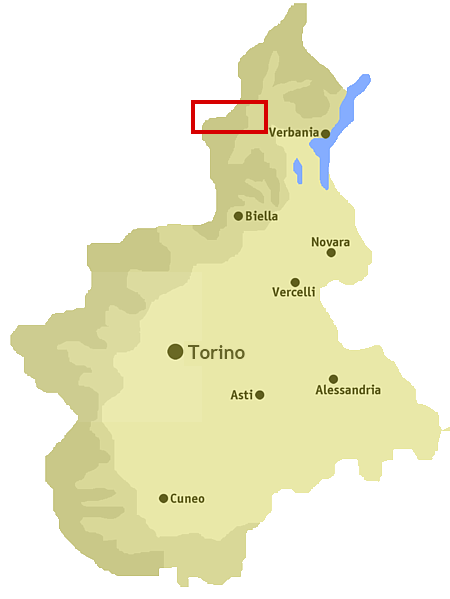
Situation de la vallée Anzasca dans le Piémont.

### Principaux sommets
La vallée est entourée des sommets suivants :   
- Pointe Dufour - 4637 m ;
- Pointe Gnifetti - 4559 m ;
- Cima di Jazzi - 3804 m ;
- Punta Grober - 3497 m ;
- Pizzo Bianco - 3215 m.

### Accès
L'accès routier se fait depuis Piedimulera dans le val d'Ossola.
Les cols alpins les plus importants sont:
- Le Passo del Monte Moro (2862 m) – en direction du Valais en Suisse : vallée de Saas
- Le Passo del Turlo (2736 m) – en direction de la Valsesia.

## Histoire
En 2002 l’importante fonte des glaciers avait créé un lac menaçant d’inondation Macugnaga et tout le reste de la vallée. Il put être vidé à temps à l’aide de motopompes.

## Culture et activités économiques
La vallée se distingue par une division culturelle : la tradition latine règne dans le bas de la vallée, alors qu’en altitude, les antiques usages des Walser, qui s’y établirent entre les VIII et XIXe siècles, prévalent encore.
La cité de Macugnaga, réputée à la fois pour le tourisme et les sports d’hiver ainsi que pour ceux d’été, est le principal centre d’activité de la vallée. On peut y visiter le musée Casa Museo Walser et la Chiesa Vecchia, datant de 1317. L’église monumentale de Calasca, dénommée « la cathédrale des bois », représente un exemple typique du matériel de construction pioda constitué de granite de la région.
Jadis l’activité minière fut importante, en particulier la recherche de l’or. Les gisements aurifères étaient déjà connus du temps des Romains. On peut visiter la première mine d’or des Alpes, celle de la Guia, située près de Macugnaga. C’est également le premier musée de l’or d’Italie.